# Адам
Адам (хебр. אָדָם, буквално „човјек“, сродно са ријечима אדמה‏ = „земља“ и אדום‏ = „црвено“; арам. ܐܕܡ; арап. آدم) у Петокњижју и Курану, први човјек, створен од стране Бога, прародитељ људског рода. Муж Евин, отац Каинов, Авељев и Ситов. Био је прогнан из раја након што је пробао плод са Дрвета познања добра и зла.
Према представљају у јудаизму, Адам и Ева у потпуности представљају човјечанство, односно одражавају слику људског рода, а њихова историја се може посматрати као узор историји цијелог човјечанства.
У хришћанству Адам је симбол човјековог односа са Богом, а на Адаму као круни стварања, почива божији благодат, он има потпуну праведност и личну бесмртност, и све то је изгубио због човјековог пада. Овај првородни гријех Адам је прењео на своје потомке – цијелом људском роду. Првородни гријех искупио је „други Адам“ – Исус Христос. Библијска историја Адама постала је важна основа хришћанској вјери, женском потчињавању мушкарцима и догми о првородним гријеху.
Поштован је као пророк у исламу, мандејству и бахаизму.
Поређењем религијских прича о Адаму, он се посматра као примјер мит о мита о постанку човјека.
Библијско представљање Адама приказано је у свјетској умјетности и култури великим бројем примјера, као што су: Еден, Дрво познања добра и зла, забрањени плод, пад човјека, прогнанство из раја.

## Порекло

### Критичарско гледиште
Већина научника заузима став да књига Постанка датира из персијског периода (5. и 4. века п. н. е.), али одсуство из остатка јеврејске Библије свих других ликова и инцидената споменутих у поглављима 1–11 Постанка, (Адам се јавља само у поглављима 1–5, са изузетком помињања на почетку Прве књиге дневника где, као и у Постанку, он предводи списак израелских предака) је навела знатну мањину на закључак да су поглавља Genesis 1–11 написана знатно касније, вероватно у 3. веку п. н. е.

### Традиционално гледиште
Још увек има научника који заступају традиционално гледиште, као што је потврдио Исус у Mark 10, да је тај део написао Мојсије као изјаву која му је предата од Бога.

## Исламско виђење Адама
Адамово исламско име је Адем, и по исламу сматра се првим човеком икад створеним, те и првим пророком. Он је такође и супруг Хаве (Еве).
Према Курану, Алах је наредио Анђелима да скупе црну, белу и црвену земљу, и све остале боје, како меком тако и тврдом. Затим је овој смеси Алах додао воде из раја (џенета по исламу), и од те смеше настао је Адам односно Адем. Тако створен, Адем је остао без душе неко време, у том периоду је Иблис обилазио око њега прибојавајући га се. Затим је Алах поставио душу у Адемово тело, те је овај кинуо. Након тога, Алах му је подарио знање и слободу. Такође му је од његове кости створио и жену Хаву.